# Gądków Wielki
Gądków Wielki is een plaats in het Poolse district  Sulęciński, woiwodschap Lubusz. De plaats maakt deel uit van de gemeente Torzym en telt 700 inwoners.

## Verkeer en vervoer
- Station Gądków Wielki